# Vasile Tiță
Vasile Tiță est un boxeur roumain né le 21 février 1928 à Bucarest et mort le 23 juin 2013.

## Biographie
Il remporte la médaille d'argent olympique des poids moyens aux Jeux d'Helsinki en 1952 en étant battu en finale par l'américain Floyd Patterson.